# الانتا
الانتا (به لاتین: Alanta) یک منطقهٔ مسکونی در لیتوانی است که در اوکشتایتیا واقع شده‌است.

## خصوصیات
الانتا ۴۵۰ نفر جمعیت دارد.